# Хвощёвка (Ярославская область)
 Хвощёвка – деревня в Покровской сельской администрации Покровского сельского поселения Рыбинского района Ярославской области . 

## География
Деревня расположена вдоль автомобильной дороги Р104 на участке Углич-Рыбинск, и на востоке непосредственно примыкает к границе Рыбинска, на перекрёстке этой дороги и Окружной дороги города. Севернее деревни проходит железная дорога Рыбинск-Сонково. Южнее деревни протекает река Коровка, пересекая Окружную дорогу и вступающая на территорию города, деревня окружена осушительными канавами, которые сливают воды в Коровку. Ближайшая деревня по дороге P-104 от города – Липовка, а за ней посёлок Искра Октября, в котором расположена администрация сельского поселения. 

## История
Деревня Хвощевка указана на плане Генерального межевания Рыбинского уезда 1792 года.

## Население
| 2007 | 2010 |
| ---- | ---- |
| 74   | ↘72  |

По данным почтовой службы в деревне 78 домов.

## Инфраструктура
Расположение определяет пригородный и придорожный характер деревни, магазины, кафе и пункты несложного автомобильного сервиса ориентированы на проезжающих мимо водителей. Имеется и небольшие производства - кладбищенских памятников, строительных материалов. 
Имеется как традиционная застройка, рубленные избы, так и новые частные дома, выстроенные в последние годы по вкусу и возможностям владельцев. 